# La noche del oráculo
En La noche del Oráculo, Paul Auster narra una historia sobre la literatura, las relaciones humanas, el amor y la muerte, el miedo y el perdón, en el escenario de la ciudad de Nueva York.
El protagonista, el escritor Sidney Orr, un trasunto del propio Auster, se lanza de nuevo a la vida después de haber vivido una fatal experiencia que lo situó al borde de la muerte. En su vuelta a la vida, física y mental, se enfrenta de nuevo al desafío de la página en blanco, con la ayuda de un singular cuaderno portugués, que le inspira una historia que se entrecruzará con la suya propia a lo largo de toda la novela, hasta el punto de llegar a plantear la tesis de que sean las propias palabras la que desencadenen los sucesos en la realidad.
Lo real y lo imaginado se enlazan como las caras de una moneda hasta el desenlace de las historias "reales", centradas en la relación con su esposa; un amigo de ambos, afamado escritor y el atribulado señor Chang, vendedor de la papelería. Sin embargo, los personajes imaginados tienen igual peso y se ven arrastrados por las mismas pasiones, hasta llegar a confundir al propio lector, sobre si Auster/Orr trama sus historias o éstas le arrastran a él.
El juego de cajas chinas encierra el esbozo de una historia, dentro de la narración que escribe el propio Orr; esa historia es la que lleva por título La noche del Oráculo.
- Datos: Q1258502